# Pelmá
Pelmá – parafia (freguesia)  w gminie Alvaiázere, w Portugalii. Według danych na rok 2021 parafię zamieszkiwało 637 osób, a gęstość zaludnienia wyniosła 21 os./km².

## Klimat
Średnia temperatura wynosi 15 °C. Najcieplejszym miesiącem jest sierpień (22 °C), a najzimniejszym grudzień (8 °C). Średnia suma opadów wynosi 934 milimetrów rocznie. Najbardziej wilgotnym miesiącem jest styczeń (126 milimetrów opadów), a najbardziej suchym jest sierpień (5 milimetrów opadów).